# Basilius Valentinus

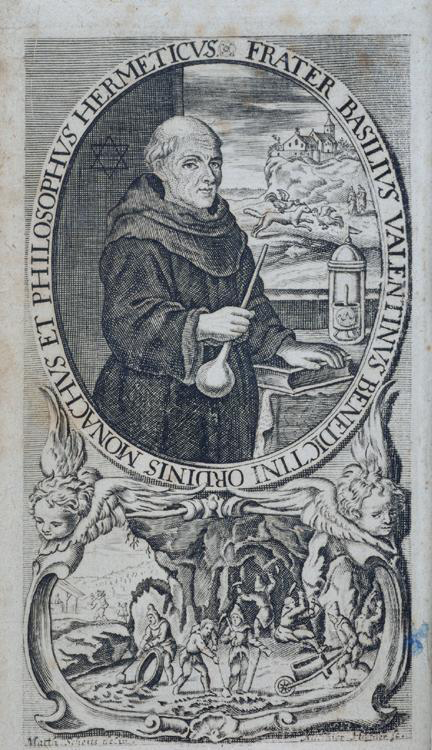
"Cha Basilius Valentinus, linh mục của hội Benedictine và nhà triết học Hermetic": tranh tưởng tượng từChymische Schrifften, 1717

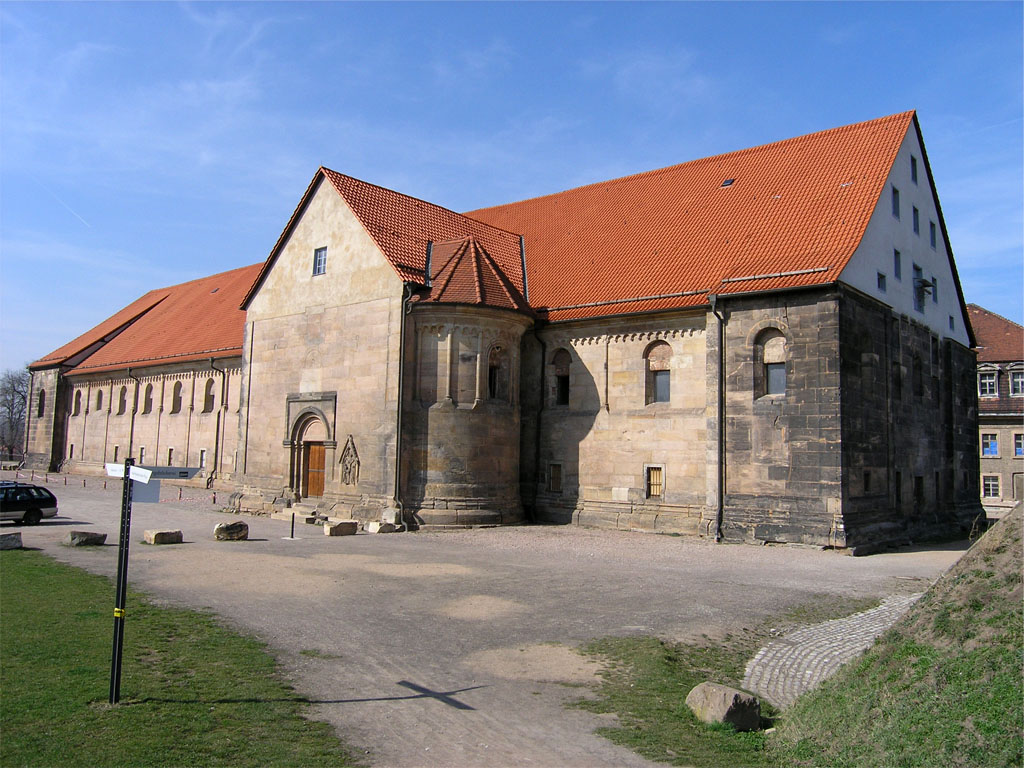
Peterskirche, Erfurt, ngày nay.

Basilius Valentinus, có vẻ như là một nhà giả kim thuộc thế kỷ 15, có thể là Canon của Nhà thờ Đức Bà Benedictine ở Saint Peter ở Erfurt, Đức nhưng có vẻ như là một bút danh được sử dụng bởi một hoặc nhiều tác giả người Đức ở thế kỷ 16.
Theo John Maxson Stillman, người đã viết về lịch sử hóa học, không có bằng chứng của một cái tên như thế ở các cuộn băng ở Đức hay Rome và không đề cập đến cái tên này trước năm 1600. Lịch sử giả dối của ông, giống như chân dung tưởng tượng của ông, dường như được tạo ra sau này hơn là bản thân các tác phẩm.
Trong thế kỷ 18, người ta cho rằng tác giả tác phẩm của Basil Valentine là Johann Thölde, một nhà sản xuất muối ở Đức sống khoảng 1565-1624. Các học giả hiện nay cho thấy rằng một tác giả là Thölde, nhưng những người khác thì tham gia. Thölde xuất bản năm cuốn sách đầu tiên dưới tên Valentine:138–140
Bất cứ ông là ai đi nữa, Basil Valentine đều có kiến thức về hóa học đáng kể. Ông cho thấy ammonia có thể thu được bằng cách phản ứng của kiềm đối với ammonium salmonat (amoni chloride), mô tả việc sản xuất axit clohiđric bằng cách cho axit hóa muối thông thường (natri chloride) và tạo ra dầu của vitriol (axit sulfuric) trong số các thành tựu khác.